# Fitonija
Fitonija (mrežoliska; lat. Fittonia), maleni biljni rod iz porodice primogovki smješten u podtribus Tetrameriinae, dio tribusa Justicieae, potporodica Acanthoideae. Sastoji se od dvije južnoameričke vrste.  Opisan je u Journal Général d'Horticulture 15: 185–186. 1862-1865[1865].  Tipična je Gymnostachyum verschaffeltii Lem. sinonim za Fittonia albivenis.

## Opis
Polugrmovi iz Južne Amerike. ove biljke dobro su poznate po svojim zamršenim uzorcima žilica na tamnozelenom lišću. One su zimzelene trajnice koje se mogu koristiti kao pokrivači tla, ali su popularne kao kućne biljke. Ove male biljke narastu od 7, 5 do 15 cm (3 do 6 inča) i mogu imati različite boje žila, od jarko ružičaste do srebrno bijele, i lišće, od zelene do duboko smaragdne. Korijen je plitak. Fittonije prvenstveno nalazimo u Peruu, ali i u različitim prašumama Južne Amerike. Navikle su na zasjenjene, vlažne uvjete ispod guste šumske krošnje, a u uzgoju uspijevaju u okruženjima koja oponašaju njihovo izvorno stanište.

## Vrste
1. Fittonia albivenis (Lindl. ex Veitch) Brummitt
2. Fittonia gigantea Linden

## Vanjske poveznice
- NetHr, Fittonia biljka - kako se uzgaja Fittonia